# Benvenuto (canção)
"Benvenuto" é uma canção da cantora e compositora italiana Laura Pausini, gravada para o seu décimo primeiro álbum de estúdio, Inedito (2011). Foi composta e produzida pela própria com o auxílio de Niccolò Agliardi no processo de escrita e de Paolo Carta na produção. Gravada em 2011 no Oliveta Recording Studio em Castel Bolognese, Ravena, a faixa foi lançada como o primeiro single do disco em 12 de setembro de 2011, através da Atlantic Records. Musicalmente, trata-se de uma obra pop rock que dá boas-vindas as pessoas com atitudes autênticas, sendo descrita pela intérprete como um "hino ao futuro".
Devido ao forte número de downloads digitais após o lançamento em formato digital, estreou no topo das mais baixadas em território italiano, o que acabou resultando em um disco de platina, entregue pela Federazione Industria Musicale Italiana (FIMI). Com direção de Gaetano Morbioli, o vídeo musical acompanhante de "Benvenuto" foi lançado em 28 de setembro de 2011 e mostra Pausini e alguns fãs ao estilo hippie, em homenagem ao Festival de Woodstock. O videoclipe da versão em espanhol da obra, recebeu uma nomeação na categoria "Vídeo do Ano" ao Premio Lo Nuestro de 2012.

## Antecedentes e lançamento
Antes do lançamento do álbum, a cantora revelou o título e arte da capa do single através de seu site oficial em 11 de agosto de 2011. Cerca de um mês depois, a letra da canção foi liberada, juntamente com uma prévia da mesma; a versão completa foi publicada um dia depois, 11 de setembro de 2011, via streaming também através da página de Pausini. Em 12 de setembro, foi lançada em todo o mundo em formato digital e ao mesmo tempo emitida às rádios italianas. A canção também contou com sua respectiva versão em espanhol, "Bienvenido", voltada ao mercado hispânico e latino-americano. "Benvenuto" integrou a trilha sonora internacional da telenovela brasileira Aquele Beijo. Também esteve presente no alinhamento da compilação 20 - The Greatest Hits, terceiro álbum de grandes êxitos da cantora.
Durante uma conferência à imprensa italiana, em 10 de novembro de 2011, dia anterior ao lançamento do álbum, Pausini revelou que "Non ho mai smesso" havia sido escolhida por sua gravadora para ser o primeiro single do disco, mas ela pessoalmente escolheu lançar "Benvenuto", pois preferia que primeiro foco promocional de Inedito fosse uma canção com uma mensagem otimista e não melancólica. Posteriormente, "Non ho mai smesso" foi selecionada como a segunda faixa de trabalho do álbum.

## Composição
"Benvenuto" foi composta e produzida por Pausini, que contou com o auxílio de Niccolò Agliardi no processo de escrita e de Paolo Carta na produção. A adaptação da versão espanhola é de Jorge Ballesteros, sendo produzida pelos mesmos da original. O seu arranjo musical é iniciado por um solo de tambores, seguido por piano e então pela voz da intérprete. Depois de seu lançamento, alguns críticos afirmaram que o solo de tambores introdutório era um plágio de "I Know There's Something Going On" (1982), da cantora norueguesa Frida Lyngstad. Mas, Pausini depois explicou que a introdução de "Benvenuto" é uma explícita homenagem ao músico britânico Phil Collins, que produziu a obra supracitada e tocou a bateria nela.
| “ | Eu descobri que ele [Phil Collins] iria se retirar do mercado musical enquanto estávamos em um concerto em Genebra, então, junto com minha equipe, durante a mesma noite nós decidimos homenageá-lo com essa introdução de bateria. | ” |

Musicalmente, "Benvenuto" trata-se de uma obra pop rock cujas letras dão boas-vindas as pessoas com atitudes autênticas, trazendo uma mensagem de encorajamento aos ouvintes, para não terem medo de serem eles próprios. Pausini considera-a um "hino ao futuro", escrito com o objetivo de injetar coragem e otimismo. Algumas linhas da canção também se referem à vida privada de Pausini. Jon O'Brien, do portal AllMusic, comentou: "é um dos temas mais épicos que ela [Pausini] pôs seu nome graças ao seu estrondo de tambores e crescente refrão melódico."

## Faixas
Além da opção digital, "Benvenuto" foi comercializada em formato CD single, que contém uma faixa com duração de três minutos e cinquenta e seis segundos. A versão vertida para o espanhol também foi vendida sob o mesmo formato, com duração de três minutos e cinquenta e cinco segundos.
| CD single: versão italiana |             |         |  |
| N.º                        | Título      | Duração |  |
| 1.                         | "Benvenuto" | 3:56    |  |

| CD single: versão espanhola |              |         |  |
| N.º                         | Título       | Duração |  |
| 1.                          | "Bienvenido" | 3:55    |  |

## Vídeo musical

Em uma das cenas do vídeo musical de "Benvenuto", a cantora aparece festejando ao estilo hippie rodeada de pessoas, em alusão ao Festival de Woodstock.

O vídeo musical de "Benvenuto" (e da variante em espanhol, "Bienvenido) foi dirigido por Gaetano Morbioli e filmado entre 26 e 27 de julho de 2011 em Amsterdã e Amstelveen – ambos localizados nos Países Baixos – em uma praia e na Arena Park. Durante as filmagens, o trabalho foi perturbado por numerosos paparazzi atraídos pelo evento, a tal ponto que foi necessária a intervenção das autoridades holandesas para o término do vídeo. Para o videoclipe foram escolhidos pelo diretor dois protagonistas pertencentes aos fã-clube oficial da cantora, o Laura4U, a própria artista e onze figurantes segurando um bilhete de divulgação da fase européia da Inedito World Tour.
Uma previsão dos primeiros trinta segundos do vídeo em língua italiana foi transmitida em 24 de setembro de 2011 pelo programa TG1, do canal televisivo Rai 1. O repertório completo foi disponibilizado online em 26 de setembro do mesmo ano, através do Corriere della Sera, e no dia seguinte esteve em rotação em todos os canais de música. O vídeo em língua espanhola foi liberado em 28 de setembro de 2011 no canal YouTube da Warner Music da Itália. Este recebeu uma nomeação na categoria "Vídeo do Ano" no Premio Lo Nuestro de 2012. Os videoclipes gravados para os dois idiomas foram inseridos em uma edição especial de Inedito.
A ideia principal do clipe é um convite à mudança, um chamado às coisas essenciais, às novas emoções, às pequenas coisas de todos os dias, à beleza das coisas simples. Pausini, vestida por Roberto Cavalli, aparece em estilo hippie, onde faz uma homenagem ao Festival de Woodstock. O diretor declarou: "Reconstruímos uma situação que de alguma maneira evoca as grandes reuniões de alguns anos atrás, uma espécie de moderna Woodstock. O vídeo musical mostra uma viagem a um lugar mágico, no qual se celebrará um concerto único."

## Créditos
Todo o processo de elaboração de "Benvenuto" atribui os seguintes créditos:
Gravação
- Gravada em 2011 no Oliveta Recording Studio (Castel Bolognese, Ravena)

Produção
- Laura Pausini: composição, produção, vocalista principal, vocalista de apoio
- Niccolò Agliardi: composição, vocalista de apoio
- Paolo Carta: composição, produção, guitarra elétrica, programação, engenheiro, arranjos, vocalista de apoio
- Renato Cantele: engenheiro
- Riccardo Benini: produtor executivo
- Marco Nuzzi: produtor executivo
- Nathan East: baixo elétrico
- Steve Ferrone: bateria, percussão
- Bruno Zucchetti: teclados, piano, órgão Hammond, programação
- Rosaria Sindona: vocalista de apoio
- Marzia Gonzo: vocalista de apoio
- Nicola Fantozzi: assistente de produção
- Davide Palmiotto: assistente de produção
- Fabrizio Pausini: gerente de estúdio

## Desempenho nas tabelas musicais
A canção estreou no topo da lista italiana de vendas digitais. Na semana seguinte, desceu para a sexta posição. Mais tarde completou nove semanas não consecutivas na lista na décima posição, recebendo um disco de platina pela Federazione Industria Musicale Italiana (FIMI) devido ao número de downloads digitais superiores a 30 000 unidades.
Em 18 de setembro de 2011, o single também estreou no número 21 da tabela espanhola, e na semana seguinte subiu até o posto de número 15, sendo a melhor posição da obra na tabela supracitada. Na Espanha, ademais foi a quarta faixa mais executada nas rádios do país, segundo a Productores de Música de España (Promusicae). Depois do lançamento do álbum, entrou na tabela de singles da Suíça, na qual chegou ao 49.º lugar. Nos Estados Unidos, alcançou a 15.ª colocação na Latin Pop Songs e a 41.ª na Latin Songs, sendo ambas publicadas pela Billboard.
| Tabela musical (2011)                            | Melhor posição |
| ------------------------------------------------ | -------------- |
| Bélgica (Ultratop 40 da Valônia)                 | 8              |
| Croácia (Croatian Airplay Radio Chart)           | 50             |
| Espanha (Productores de Música de España)        | 15             |
| Estados Unidos (Latin Pop Songs)                 | 15             |
| Estados Unidos (Latin Songs)                     | 41             |
| Itália (Federazione Industria Musicale Italiana) | 1              |
| México (Mexico Airplay)                          | 19             |
| México (Mexico Español Airplay)                  | 7              |
| Suíça (Schweizer Hitparade)                      | 49             |

| País (Empresa) | Certificação |
| -------------- | ------------ |
| Itália (FIMI)  | Platina      |